# Грумич, Мирослав
Ми́рослав Гру́мич (серб. Мирослав Грумић; 29 июня 1984, Апатин, СФРЮ) — сербский футболист, нападающий.

## Биография
На профессиональном уровне начал играть в клубе «Младост» из города Апатин. После играл за «Войводину». Летом 2006 года перешёл в полтавскую «Ворсклу». В чемпионате Украины дебютировал 23 июля 2006 года в матче против киевского «Арсенала» (0:1). 22 апреля 2007 года в матче против киевского «Динамо» (1:1). Показал оскорбительный жест в адрес арбитра. За это «Ворскла» была наказана на 1000 евро, а Грумич отбыл трёхматчевую дисквалификацию. В ноябре 2008 года перешёл в «Банат».